# Sumpholmen

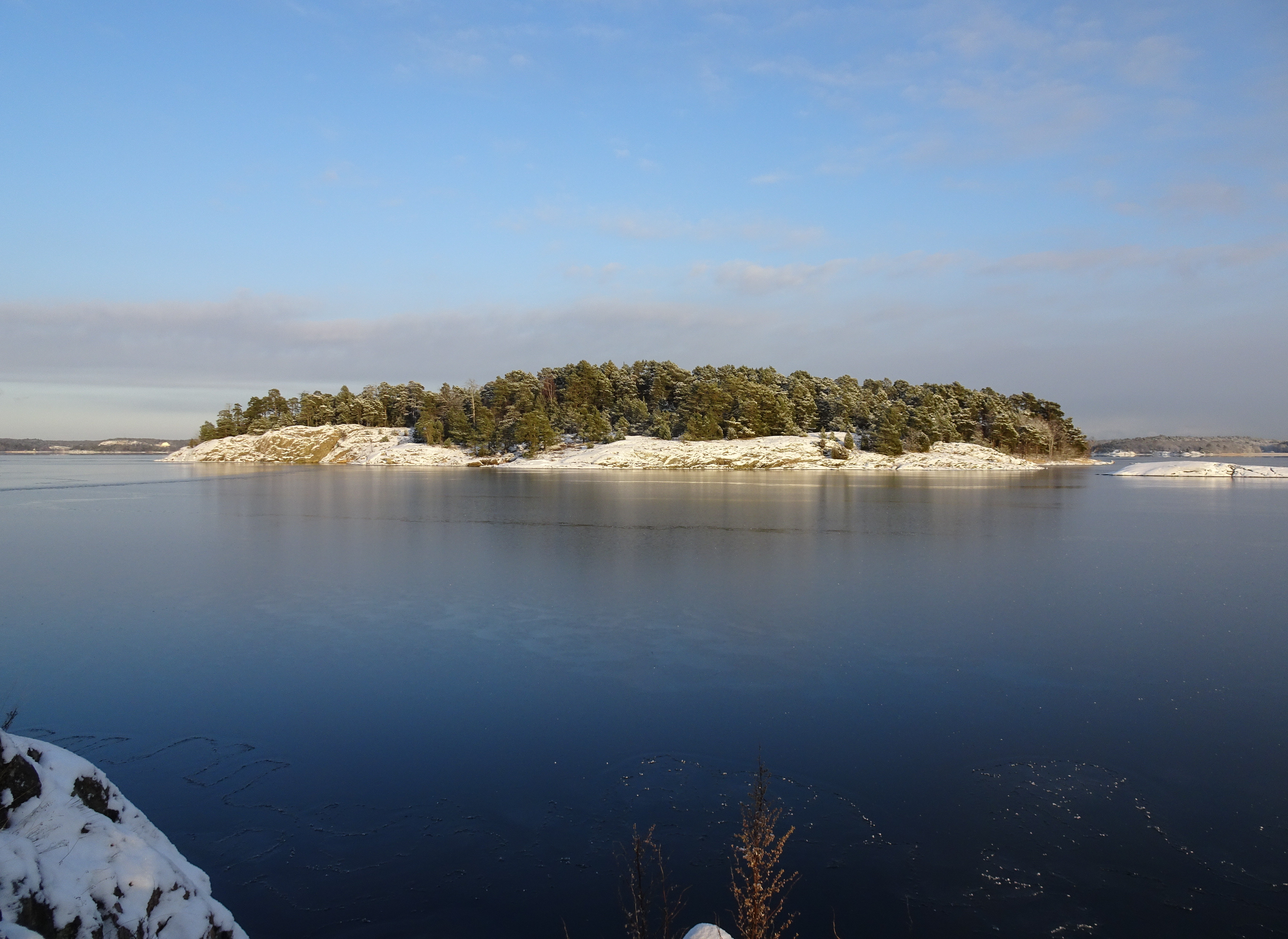
Sumpholmen med Sumpgrundet (t.h.).

Sumpholmen är en ö i Baggensfjärden i Östersjön i Saltsjöbaden, Nacka kommun. Ön är belägen utanför Baggensudden och ägs av Nacka kommun.

## Historik

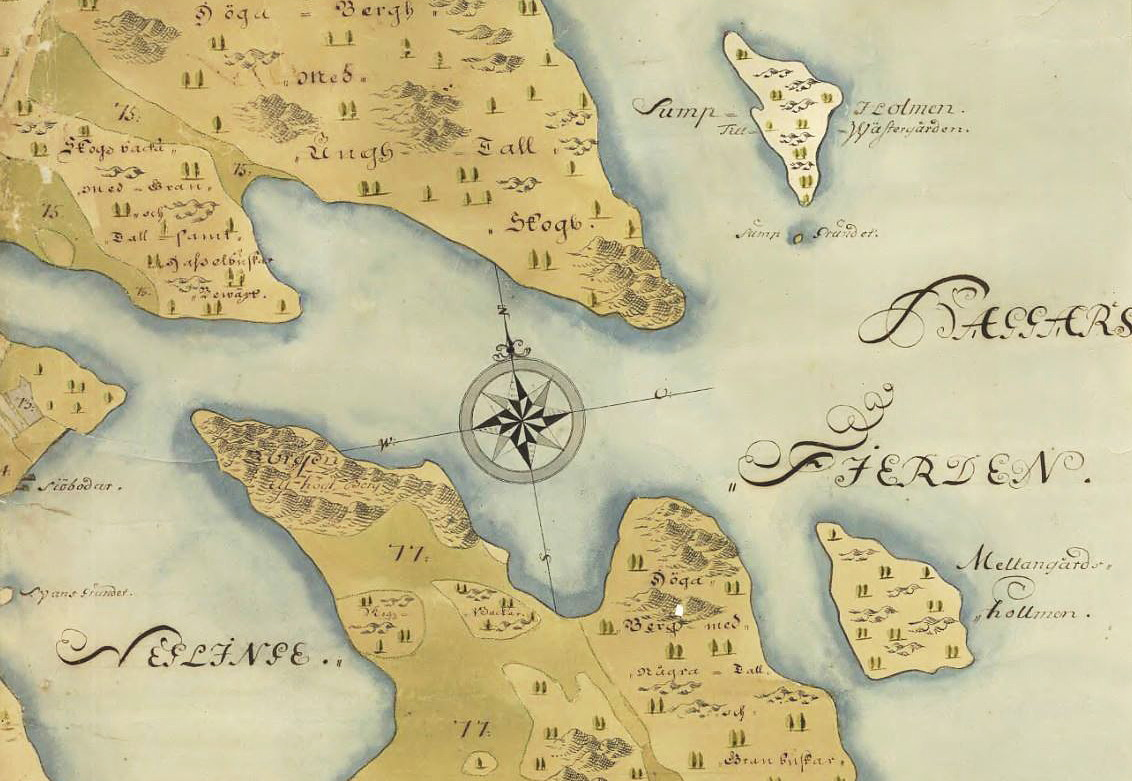
Högst upp syns Sumpholmen och Sumpgrundet. Karta från 1722.

I slutet av 1600-talet kallas ön för Sumpholm eller Torskholm. Sumpholmen med Sumpgrundet finns dokumenterat på en karta över Erstaviks ägor från 1722. Vid den tiden hörde holmen till Västergården, som var en av Neglinge bys tre gårdar som i sin tur lydde under godset Erstavik.
Till ögruppen hörde även Mellangårdsholmen och Nedergårdsholmen som ligger söder om Sumpholmen. Här kunde gårdarnas arrendatorer bedriva fiske, vilket var en viktig inkomstkälla för huvudgårdens ägare. Förleden ”sump” tyder på att i öns vatten fanns fisksumpar utlagda: Sumpholmen ingick under 1800-talet i Stockholms stads organiserade fiskdistribution.
Öarna ingick i det stora markförvärvet som 1889 ägde rum mellan finansmannen K.A. Wallenberg och hovjägmästaren Herman Magnus af Petersens, dåvarande ägare av godset Erstavik i Nacka socken. På marken anlades sedan den nya villa- och badorten Saltsjöbaden.

## Natur
Sumpholmen är obebyggd och knappt 310 meter lång samt som mest 160 meter bred. Stranden är klippig bortsett från en liten sandstrand på sydöstra sidan. Annars överväger skogsvegetation. Ön reser sig med sin högsta punkt cirka tio meter över havet. Sumpholmen är mycket litet påverkad av mänsklig verksamhet och hyser ett rikt fågelliv. Under häckningssäsongen finns här bland annat ejder, silltrut, kanadagås, knipa och knölsvan.